# Bełchatów kraftverk

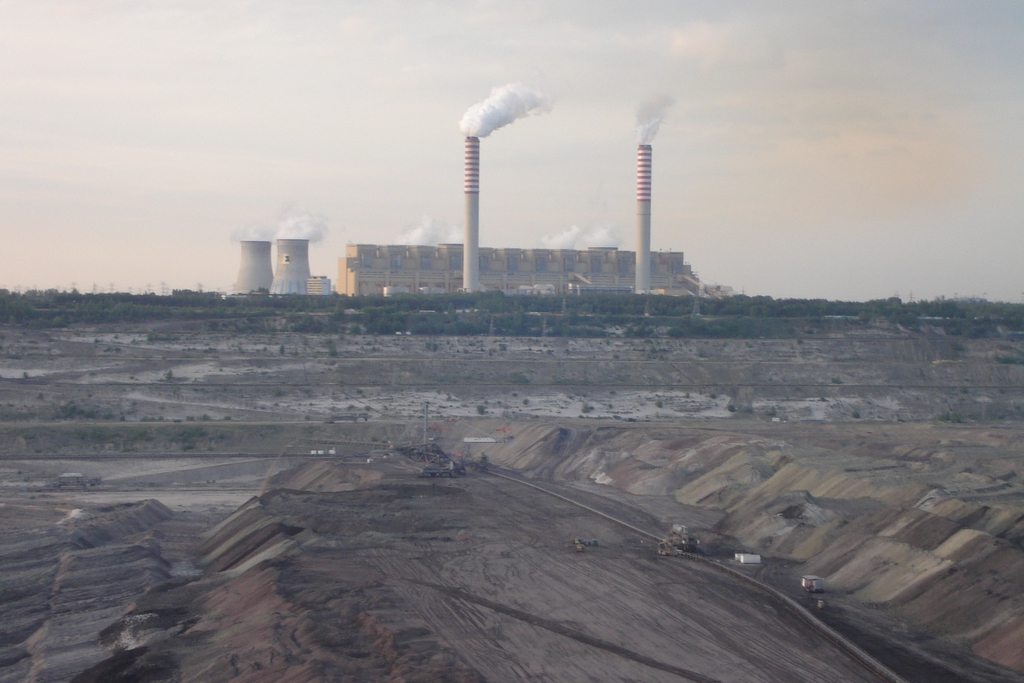
Bełchatów med kolbrytning i förgrunden

Bełchatów kraftverk är ett kolkraftverk, beläget i Bełchatów i vojvodskapet Łódź i Polen.

## Historik
De första 12 enheterna på vardera 360 MW byggdes mellan 1982 och 1988. Med början 1997 uppgraderades enheterna till något högre effekt, 370-394 MW. De planeras att gradvis tas ur bruk 2030-2036. År 2012 färdigställdes enhet 13 på 858 MW.
Bełchatów är Europas största termiska kraftverk vars 13 enheter har en sammanlagd effekt på 5298 MW. Det står för ca 20 % av Polens elproduktion. Bränslet är lignit/brunkol.
År 2005 rankades Bełchatów som nummer 13 på WWF:s ranking över Europas smutsigaste kraftverk, sett till koldioxidutsläpp i förhållande till producerad el. År 2020 producerade Bełchatów 27,4 TWh och släppte ut 30,1 miljoner ton koldioxid, vilket motsvarar 1 099 gram CO2/kWh.

## Framtiden
I juni 2021 meddelades att kraftverket ska stängas 2036, förutsatt att regionen får stöd från EU:s omställningsfond "Just Transition Fund".
I december 2020 presenterades planer på att ersätta kolkraft med sol-, vind- och kärnkraft. Bełchatów är en av tre angivna tänkbara platser för nya kärnkraftsreaktorer tillsammans med Żarnowiec kraftverk och Warta-Klempic kraftverk.